# Forgon Mihály (történész)
Mihályfalvi Forgon Mihály (Gömörmihályfalva, 1885. október 16. – Tarnów, 1914. október 9.) genealógus, történész, jogász.

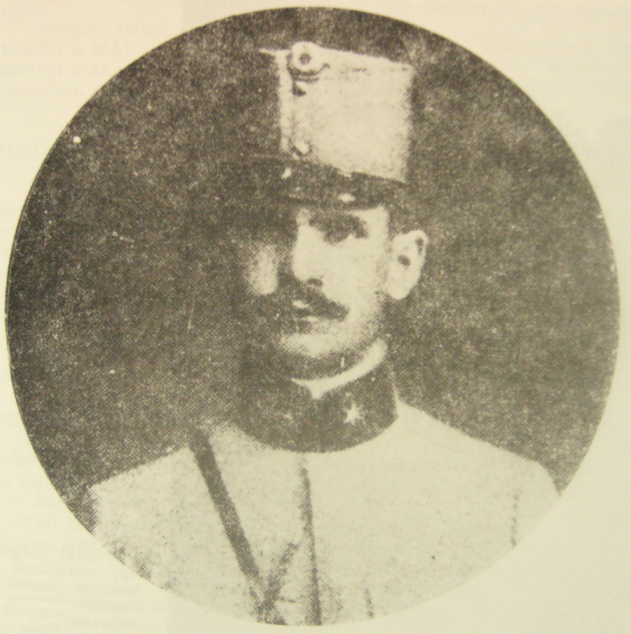
Forgon Mihály utolsó képe (1914)

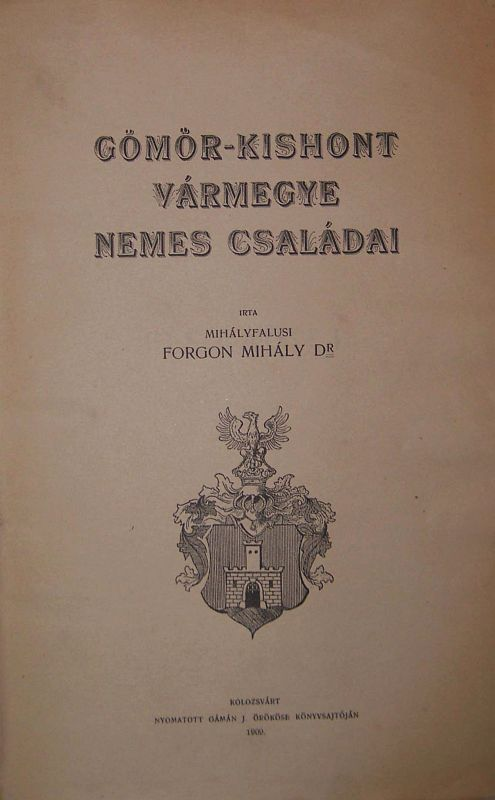
Forgon művének címlapja

## Élete
A régi, Gömör vármegyei, mihályfalusi Forgon családból származott. Apja Forgon Rafael (1847-1925), anyja Bodon Erzsébet (1849-1927). Tanulmányait Dobsinán, majd a Rozsnyói Evangélikus Főgimnáziumban folytatta. 1904 és 1908 közt a budapesti tudományegyetem joghallgatója. Itt professzorai voltak Békefi Remig, ismert művelődéstörténész, Fejérpataky László és Timon Ákos is. 1908. október 24-én szerezte meg a doktori címet. Miskolcon, Sátoraljaújhelyen és Királyhelmecen volt ügyvédbojtár, ahol 1912. június 29-én letette az ügyvédi vizsgát, majd miután felvették a kassai ügyvédi kamarába, Királyhelmecen telepedett le. 1914-ben kinevezték Sátoraljaújhelyre ügyészségi megbízottnak. Az első világháborúban tartalékos hadnagyként szolgált. 1914. augusztus 4-én 28 napi gyakorlatra hívatták be az egységéhez. Az orosz frontra vezényelték. Ez év augusztus 26-tól századparancsnok volt, Tarnawatka falu mellett harcolt. A Przemyśl felmentésével végződő sikeres ellentámadásban esett el október 9-én, délelőtt 10 órakor. A San folyó mellett Tarnówban van eltemetve a 70-es számú tömegsírban, jelenleg park. Emlékét a mihályfalusi temetőben szülei sírkövén is megörökítették. Haláláról az Érdekes Újság 1914. november 22-i száma tudósít, amely katonafényképét is közölte.

### Genealógiai munkássága
Híres genealógiai művét egyetemi évei alatt írta és röviddel tanulmányai bevégezte után lett vele készen. A legjobb genealógiai munkák közé tartozik, melyek egy-egy megye nemességével foglalkoznak. Címerleírásai is nagyon jó színvonalúak. Miskolci ügyvédjelölt korában éjszakákon át kutatta a borsodmegyei levéltárak anyagát. Fábry János, a Gömör megyei Múzeum igazgatója beszámolt arról, hogy 16 napon át tanulmányozta a rimaszombati múzeum több ezer régi családi iratát. Tanulmányozta az akkortájt a Magyar Nemzeti Múzeumban levő Országos Levéltár gömöri családokra vonatkozó levéltárait (pl. a Hanvay-levéltárat) és igyekezett a magánlevéltárak anyagának hasznosítására is, de már ekkor is arra figyelmeztetett, hogy egyes helyeken nem becsülik eléggé a régi iratokat. Többször is hirdetett a gömöri hírlapokban, hogy munkáját a családok adatok szolgáltatásával segítsék, de kevés sikerrel, majd azok, akik a megjelenés után kimaradtak, megsértődtek.
Művében megadja a családok eredetét, a nemesítés idejét, legrégibb birtokait. Nagy súlyt fektetett azon családok ismertetésére, melyek más korabeli művekben nem szerepeltek.    Kizárólag a hiteles levéltári forrásokra támaszkodott. Elvetette a megbízhatatlan családi szóbeli hagyományokat. Ezért Nagy Ivánhoz hasonlóan vállalta az összeütközést is az érintett családokkal. Műve kedvező fogadtatásban részesült, kivéve Hanvay Zoltánt, aki kifogásolta, hogy elvetette a Hanva nemzetség és a Hont-Pázmány nemzetség közti leszármazás lehetőségét. Munkája elkészítésében a kezdetektől támogatta a megye akkori alispánja, minaji Bornemisza László. A szerző külön megemlékezik Terray Istvánról, aki sokszor elkísérte kutatóútjaira és számos adatot adott át számára. Műve két kötetben jelent meg, 21 illetve 23 ívben, ára 12 korona volt.
Főművén kívül csak néhány kisebb történeti tárgyú írás közlésére volt lehetősége a Gömör-Kishont című rimaszombati hetilapban. Végrendeletében említi, hogy nagy célokat tűzött maga elé, melyeket csak kis részben tudott megvalósítani. Tervezte családja történetének megírását is. Ezt a feladatot István nevű bátyjára hagyta.

## Művei
- Gömör-Kishont vármegye nemes családjai. Kolozsvár, I-II. 1909

Reprint, Somorja 1997 ISBN 978-80-88837-00-8 ISBN 80-88837-00-6,
Somorja 2001 ISBN 978-80-88837-25-1 ISBN 80-88837-25-1
- Forgon Mihály: Az otrokocsi Adorján család. Genealógiai Füzetek 4 (1906). 111–113.
- Forgon Mihály: A vályi Nagy család. Genealógiai Füzetek 5 (1907). 40–41, 49–51.
- Forgon Mihály: Régi jó idők Gömörben. Gömör-Kishont 1907. június 6.
- Forgon Mihály: A barcziházi Barczy család története. Gömör-Kishont 1907. augusztus
- Forgon Mihály: A török világról. Gömör-Kishont 1908. március 1.
- Forgon Mihály: Az erődített templomok szerepe a török hódoltság korában. Gömör-Kishont 1910. december 25.

## Külső hivatkozások
- gömörország.sk